# Der Blaue Reiter (gruppo musicale)
Der Blaue Reiter è un gruppo musicale darkwave neoclassico proveniente dalla Spagna

## Storia del gruppo
È composto da due dei componenti dei Narsilion, Sathorys Elenorth e Lady Nott.
La loro musica è caratterizzata da atmosfere malinconiche e marziali e da espliciti riferimenti classici, nonché da potenti percussioni.

## Membri
- Lady Nott - voce, violini, percussioni
- Sathorys Elenorth

## Discografia
- 2006 - Le paradise funebre, l'envers du tristesse (Caustic Records, CRR014)
- 2008 - Silencis (Caustic Records, CRR018)
- 2009 - Nuclear Sun - Chronicle of a Nuclear Disaster (Ars Musica Diffundere)[2]